# 柿並隆正
柿並 隆正（かきなみ たかまさ）は、戦国時代の武将。大内氏家臣で、陶晴賢の側近。父は柿並隆幸。

## 生涯
大永3年（1523年）、大内氏庶流の柿並隆幸の子として生まれる。
天文23年（1554年）6月5日の折敷畑の戦いにおいて、父・隆幸が戦死したため、その後を継いだ。
天文24年（1555年）10月1日の厳島の戦いでは、陶晴賢に従って毛利元就の軍と戦い、戦死した。享年33。子の幸慶が後を継いだ。